# Olga Bogoslovskaya
Olga Bogoslovskaya (20 de maio de 1964) é uma ex-velocista russa, especialista nos 100 m e 200 m rasos. Foi campeã mundial do revezamento 4x100 m no Campeonato Mundial de Atletismo de 1993, em  Stuttgart, Alemanha. Representando a Comunidade dos Estados Independentes, conquistou uma medalha de prata nos Jogos de Barcelona 1992.
Em 1994 ela testou positivo para  esteroides anabolizantes num teste feito em Colônia, Alemanha, e foi suspensa das competições por dois anos. Ao fim da suspensão e após treinar por mais um ano, Bologovskaya encerrou a carreira. Hoje trabalha como jornalista esportiva do canal esportivo Match Tv, da Rússia.